# 南川对囊蕨
南川对囊蕨（学名：Deparia × nanchuanense）也称
南川蛾眉蕨，为蹄盖蕨科对囊蕨属下的一个植物种。